# Diaphorodoris alba
Diaphorodoris alba es una especie de babosa de mar o colorida nudibranchia, un molusco gastropodo marino de la familia Calycidorididae.

## Distribución
Esta especie se he encontrado en Banyuls-sur-Mer y Villefranche-sur-Mer, Francia y Nápoles, Italia, así como en Pembrokeshire, Gales y en las costas del océano Atlántico al sur del mar mediterráneo.